# Rakov
Rakov (en allemand : Rakau) est une commune du district de Přerov, dans la région d'Olomouc, en République tchèque. Sa population s'élevait à 407 habitants en 2020.

## Géographie
Rakov se trouve à 7 km au sud-sud-ouest de Hranice, à 20 km à l'est-nord-est de Přerov, à 35 km au sud-sud-est d'Olomouc et à 244 km à l'est-sud-est de Prague.
La commune est limitée par Paršovice à l'ouest et au nord, par Opatovice à l'est, par Býškovice au sud-est et par Horní Nětčice au sud-ouest.

## Histoire
La première mention écrite de la localité date de 1371.

## Transports
Par la route, Rakov se trouve à 10 km de Hranice, à 25 km de Přerov, à 43 km d'Olomouc, à 39 km de Zlín et à 305 km de Prague.